# Sauvillers-Mongival
Sauvillers-Mongival là một xã ở tỉnh Somme, vùng Hauts-de-France, Pháp.
Thị trấn này có cự ly khoảng 16 dặm Anh về phía đông nam của Amiens, trên đường D83.

## Dân số
| 1962                                                  | 1968 | 1975 | 1982 | 1990 | 1999 | 2007 |
| ----------------------------------------------------- | ---- | ---- | ---- | ---- | ---- | ---- |
| 154                                                   | 164  | 133  | 148  | 164  | 179  | 202  |
| Số liệu dân số từ năm 1962, dân số không tính hai lần |      |      |      |      |      |      |